# Winds of Change (The Animals)
Winds of Change è un album in studio del gruppo rock inglese The Animals, pubblicato nel 1967 e attribuito a Eric Burdon & the Animals.

## Tracce
Tutte le tracce sono di Eric Burdon, Vic Briggs, John Weider, Barry Jenkins e Danny McCulloch, eccetto dove indicato.
Side 1
1. Winds of Change – 4:00
2. Poem by the Sea – 2:15
3. Paint It Black (Mick Jagger, Keith Richards) – 6:00
4. The Black Plague – 6:05
5. Yes I Am Experienced – 3:40

Side 2
1. San Franciscan Nights – 3:24
2. Man - Woman – 5:25
3. Hotel Hell – 4:53
4. Good Times – 2:50
5. Anything – 3:20
6. It's All Meat – 2:05

## Formazione
- Eric Burdon - voce
- Vic Briggs - chitarra, piano, arrangiamenti
- John Weider - chitarra, violino
- Danny McCulloch - basso
- Barry Jenkins - batteria